# Freddy Maertens
Freddy Maertens (Nieuwpoort, 13 febbraio 1952) è un ex ciclista su strada e pistard belga. Professionista dal 1972 al 1987, vinse una Vuelta a España, due campionati del mondo su strada, due Gand-Wevelgem, un'Amstel Gold Race, una Parigi-Bruxelles e due Super Prestige Pernod, sorta di coppa del mondo su strada. Vanta il record di vittorie di tappa in un singolo Grande Giro, ben tredici durante la Vuelta a España 1977. Gli appartiene anche il record di vittorie ai Grandi Giri in un singolo anno solare, 28 tappe tra il 24 giugno 1976 e il 28 maggio 1977: 8 tappe al Tour de France 1976, 13 alla Vuelta a España 1977 (da lui vinta) e 7 al Giro d'Italia 1977 (prima dell'infortunio in maglia rosa che lo costrinse a ritirarsi impedendogli la doppietta).
Il neo della sua pur ottima carriera è il non essere mai riuscito ad imporsi in una delle cinque classiche monumento.

## Carriera
Per le sue caratteristiche era stato considerato fin dagli esordi il possibile erede di Eddy Merckx; ma mentre Merckx primeggiava nei grandi Giri, Maertens si distinse per lo spunto in volata, risultando ancora oggi uno dei velocisti più forti di tutti i tempi. Dopo esser passato professionista nel 1972, si mise in mostra già l'anno seguente, quando giunse secondo nel campionato del mondo di Barcellona, superato da Felice Gimondi (Maertens e Merckx furono allora al centro di forti polemiche, per le incomprensioni nei chilometri finali che costarono il titolo alla squadra belga).
Raggiunse l'apice della carriera nel biennio 1976-1977: vinse in totale 107 corse, 54 nel 1976, eguagliando il record fatto segnare da Merckx nel 1971, e 53 l'anno dopo. Tra i trionfi del biennio, il Campionato del mondo 1976 (quando batté in volata Francesco Moser), il titolo nazionale belga, la Gand-Wevelgem, l'Amstel Gold Race, la Quattro Giorni di Dunkerque, la Parigi-Nizza, l'Omloop Het Volk, il Giro di Catalogna, la Settimana Catalana, 8 tappe al Tour de France 1976 (eguagliando ancora una volta un record di Merckx) e 7 al Giro d'Italia 1977. Ma soprattutto si impose alla Vuelta a España 1977, con ben 13 tappe vinte (di cui 11 nelle prime 13 disputate), ancor oggi record assoluto di vittorie in un singolo grande giro, trionfando, per la prima volta, in una grande corsa a tappe e tenendo la maglia di leader della generale dal primo all'ultimo giorno. Nelle classiche belghe dello stesso anno fu "vittima di un giallo" al Giro delle Fiandre in quanto, presunto squalificato per cambio irregolare di bicicletta nella prima metà di gara, dopo aver aiutato per la restante parte Roger De Vlaeminck, viene informato solo a pochi km dall'arrivo di essere ancora in corsa, ma ormai esausto si rassegna al secondo posto. Alla Freccia Vallone viene squalificato per doping, dopo aver vinto con quasi tre minuti di vantaggio su Francesco Moser.
Proprio al Giro d'Italia 1977 accadde un episodio che lo condizionò in parte nel prosieguo di carriera: cadde nella seconda semitappa dell'ottava frazione che si concludeva all'autodromo del Mugello e si fratturò il polso, ponendo fine alla sua avventura al Giro che stava fin lì dominando. Non si riprese mai completamente dall'incidente, e quando tornò alle corse non riuscì più a centrare una vittoria in una delle grandi classiche. Dopo anni in cui deluse non poco le aspettative ebbe le ultime luminose fiammate nel 1981, quando in maglia Boule d'Or-Sunair vinse 5 tappe al Tour de France, portando a casa per la terza volta la maglia verde della classifica a punti, e soprattutto si impose di nuovo nel Campionato del mondo, disputatosi questa volta a Praga, dove rispolverò le sue grandi doti di velocista da ultimi metri per beffare di poco Giuseppe Saronni. Fu questo il canto del cigno, negli anni successivi continuò a correre, ma non riuscì ad ottenere altri risultati di rilievo. Il 18 luglio 1987 a Cuneo pose fine alla sua attività di ciclista professionista.

## Palmarès

### Strada
- 1972 (Flandria, due vittorie)

Omloop Het Volk
Campionato delle Fiandre Occidentali
- 1973 (Flandria, sette vittorie)

Grand Prix de la Banque à Roulers
Ganshoren-Meulebeke
5ª tappa, 2ª semitappa Quatre Jours de Dunkerque (Dunkerque, cronometro)
Classifica generale Quatre Jours de Dunkerque
Tour du Condroz
Scheldeprijs
Leeuwse Pijl
- 1974 (Flandria, ventitré vittorie)

Prologo, 1ª semitappa Vuelta a Andalucía (Malaga, cronometro)
Prologo, 2ª semitappa Vuelta a Andalucía (Malaga > Malaga)
1ª tappa Vuelta a Andalucía (Malaga > La Línea de la Concepción)
2ª tappa Vuelta a Andalucía (Ceuta > Ceuta)
4ª tappa Vuelta a Andalucía (Siviglia > Cordova)
5ª tappa Vuelta a Andalucía (Cabra > Cabra)
6ª tappa Vuelta a Andalucía (Cabra > Granada)
Classifica generale Vuelta a Andalucía
Trofeo Costa del Sud
Trofeo Zimaquero
Circuit des Onze Villes
Nokere Koerse
2ª tappa Giro del Belgio (Florennes > Heverlee)
3ª tappa Giro del Belgio (Heverlee > Saint-Vith)
4ª tappa Giro del Belgio (Saint-Vith > Bioul)
Ganshoren-Meulebeke
3ª tappa, 2ª semitappa Quatre Jours de Dunkerque (Saint-Amand-les-Eaux, cronometro)
Circuit de Flandre Centrale
1ª tappa Giro del Lussemburgo
2ª tappa Giro del Lussemburgo
Classifica generale Giro del Lussemburgo
Kampioenschap van Vlaanderen
Grand Prix Jef Scherens
- 1975 (Flandria, ventisei vittorie)

1ª tappa, 1ª semitappa Vuelta a Andalucía (Malaga, cronometro)
1ª tappa, 1ª semitappa Vuelta a Andalucía (Malaga > Nerja)
5ª tappa Vuelta a Andalucía (Cadice > La Línea de la Concepción)
6ª tappa Vuelta a Andalucía (Ceuta > Ceuta)
7ª tappa, 2ª semitappa Vuelta a Andalucía (Fuengirola > Malaga)
Classifica generale Vuelta a Andalucía
2ª tappa Parigi-Nizza (La Guerche > Beaune)
1ª tappa, 1ª semitappa Giro del Belgio (Gand, cronocoppie con Michel Pollentier)
1ª tappa, 2ª semitappa Giro del Belgio (Gand > Kampenhout)
2ª tappa Giro del Belgio (Kampenhout > Ostenda)
Classifica generale Giro del Belgio
Gand-Wevelgem
Grand Prix de la Banque à Roulers
Wattrelos-Meulebeke
3ª tappa, 2ª semitappa Quatre Jours de Dunkerque (Saint-Amand-les-Eaux, cronometro)
Classifica generale Quatre Jours de Dunkerque
1ª tappa, 1ª semitappa Critérium du Dauphiné Libéré (Annecy > Mâcon)
1ª tappa, 2ª semitappa Critérium du Dauphiné Libéré (Mâcon > Le Creusot)
2ª tappa Critérium du Dauphiné Libéré (Le Creusot > Montceau-les-Mines)
3ª tappa Critérium du Dauphiné Libéré (Montceau-les-Mines > Saint-Étienne)
4ª tappa Critérium du Dauphiné Libéré (Saint-Étienne > Valence)
7ª tappa, 2ª semitappa Critérium du Dauphiné Libéré (Avignone, cronometro)
Kruiseke-Wervik
Parigi-Bruxelles
Grand Prix Jef Scherens
Tours-Versailles
- 1976 (Flandria, trentasette vittorie)

2ª tappa Tour de Corse
3ª tappa, 1ª semitappa Tour de Corse
Prologo Parigi-Nizza (Aulnay-sous-Bois, cronometro)
2ª tappa Parigi-Nizza (Varennes-sur-Allier > Saint-Étienne)
3ª tappa Parigi-Nizza (Saint-Étienne > Valence)
4ª tappa Parigi-Nizza (Valence > Orange)
6ª tappa, 1ª semitappa Parigi-Nizza (Gréoux-les-Bains > Les Arcs)
6ª tappa, 2ª semitappa Parigi-Nizza (Les Arcs > Draguignan)
Freccia del Brabante
Izenberge-Leisele
Course de Côte de Grammont
Liedekerke Pijl
Kampioenschap van Vlaanderen
Amstel Gold Race
1ª tappa, 1ª semitappa Giro del Belgio (Meerbeke, cronometro)
Gand-Wevelgem
Rund um den Henninger-Turm
Campionato di Zurigo
2ª tappa, 2ª semitappa Quatre Jours de Dunkerque (Saint-Amand-les-Eaux, cronometro)
Classifica generale Quatre Jours de Dunkerque
Prologo Tour de Suisse (Murten, cronometro)
1ª tappa Tour de Suisse (Murten > Bremgarten)
Campionato belga, In linea
Prologo Tour de France (Saint-Jean-de-Monts, cronometro)
1ª tappa Tour de France (Saint-Jean-de-Monts > Angers)
3ª tappa Tour de France (Le Touquet-Paris-Plage, cronometro)
7ª tappa Tour de France (Nancy > Mulhouse)
18ª tappa, 1ª semitappa Tour de France (Auch > Langon)
18ª tappa, 2ª semitappa Tour de France (Lacanau-Océan > Lacanau)
21ª tappa Tour de France (Montargis > Versailles)
22ª tappa, 1ª semitappa Tour de France (Parigi/Champs-Elysées, cronometro)
5ª tappa, 1ª semitappa Giro dei Paesi Bassi (Maastricht > Simpelveld)
5ª tappa, 2ª semitappa Giro dei Paesi Bassi (Simpelveld, cronometro)
Campionati del mondo, Prova in linea
3ª prova Escalada a Montjuich
Grand Prix des Nations
Trofeo Baracchi (con Michel Pollentier)
- 1977 (Flandria, quarantacinque vittorie)

Trofeo Laigueglia
1ª tappa Giro di Sardegna (Roma > Pomezia)
Classifica generale Giro di Sardegna
Omloop Het Volk
Prologo Parigi-Nizza (Aulnay-sous-Bois, cronometro)
1ª tappa, 1ª semitappa Parigi-Nizza (Provins > Auxerre)
1ª tappa, 2ª semitappa Parigi-Nizza (Noyers-sur-Serein > Nuits-Saint-Georges)
2ª tappa Parigi-Nizza (Saint-Trivier-sur-Moignans > Saint-Étienne)
7ª tappa, 2ª semitappa Parigi-Nizza (Nizza, cronometro)
Classifica generale Parigi-Nizza
1ª tappa Setmana Catalana (Montserrat Express > Montblanc)
4ª tappa Setmana Catalana (Les Masies de Voltregà > Santa Eulàlia de Ronçana)
5ª tappa, 1ª semitappa Setmana Catalana (Santa Eulàlia de Ronçana > Gironella)
5ª tappa, 2ª semitappa Setmana Catalana (Casserres > Santa Maria de Queralt, cronometro)
Classifica generale Setmana Catalana
Prologo Vuelta a España (Dehesa de Campoamor, cronometro)
1ª tappa Vuelta a España (Dehesa de Campoamor > La Manga)
2ª tappa Vuelta a España (La Manga > Murcia)
5ª tappa Vuelta a España (Benidorm > El Saler)
6ª tappa Vuelta a España (Valencia > Teruel)
7ª tappa Vuelta a España (Teruel > Alcalà de Xivert)
8ª tappa Vuelta a España (Alcalà de Xivert > Tortosa)
9ª tappa Vuelta a España (Tortosa > Salou)
11ª tappa, 1ª semitappa Vuelta a España (Barcellona, cronometro)
11ª tappa, 2ª semitappa Vuelta a España (Barcellona > Barcellona)
13ª tappa Vuelta a España (Igualada > Seo de Urgel)
16ª tappa Vuelta a España (Formigal > Cordovilla)
19ª tappa Vuelta a España (Durando > Miranda de Ebro)
Classifica generale Vuelta a España
Prologo Giro d'Italia (Bacoli > Monte di Procida, cronometro)
1ª tappa Giro d'Italia (Lago Miseno > Avellino)
4ª tappa Giro d'Italia (Isernia > Pescara)
6ª tappa, 1ª semitappa Giro d'Italia (Spoleto >Gabicce Mare)
6ª tappa, 2ª semitappa Giro d'Italia (Gabicce Mare > Gabicce Mare)
7ª tappa Giro d'Italia (Gabicce Mare > Forlì)
8ª tappa, 1ª semitappa Giro d'Italia (Forlì > Circuito del Mugello)
1ª tappa Tour de Suisse (Baden > Widnau)
3ª tappa Giro dei Paesi Bassi (Hoogerheide > Goes)
Ronde van Midden-Zeeland
Prologo Volta Ciclista a Catalunya (Sitges, cronometro)
1ª tappa Volta Ciclista a Catalunya (Sitges > Balaguer)
3ª tappa, 2ª semitappa Volta Ciclista a Catalunya (Manresa > Barcellona)
4ª tappa, 2ª semitappa Volta Ciclista a Catalunya (Es Mercadal > Mahón)
7ª tappa, 1ª semitappa Volta Ciclista a Catalunya (La Garriga > Granollers, cronometro)
Classifica generale Volta Ciclista a Catalunya
- 1978 (Flandria, undici vittorie)

Tour du Haut-Var
Omloop Het Volk
E3 Prijs Harelbeke
2ª tappa Gran Premio de Mallorca
2ª tappa, 1ª semitappa Quatre Jours de Dunkerque (Éclassan > Villeneuve-d'Ascq)
2ª tappa, 2ª semitappa Quatre Jours de Dunkerque (Villeneuve-d'Ascq, cronometro)
Classifica generale Quatre Jours de Dunkerque
7ª tappa, 1ª semitappa Critérium du Dauphiné Libéré (Gap > Carpentras)
5ª tappa Tour de Suisse (Soletta > Bulle)
5ª tappa Tour de France (Caen > Mazé)
7ª tappa Tour de France (Poitiers > Bordeaux)
- 1981 (Boule d'Or, sette vittorie)

4ª tappa Ruta del Sol (Totana > San Javier)
1ª tappa, 1ª semitappa Tour de France (Nizza > Nizza)
3ª tappa Tour de France (Martigues > Narbonne)
12ª tappa Tour de France (Roubaix > Bruxelles)
13ª tappa Tour de France (Beringen > Hasselt)
22ª tappa Tour de France (Fontenay-sous-Bois > Parigi)
Campionati del mondo, Prova in linea
- 1983 (Masta, una vittoria)

Grand Prix du Printemps

#### Altri successi
- 1973 (Flandria)

Criterium di Seraing
Criterium di Poperinge
- 1974 (Flandria)

Classifica a punti Giro del Belgio
Criterium di La Panne
Criterium di Saint-Lenaarts
Criterium di Seraing
- 1975 (Flandria)

Classifica a punti Parigi-Nizza
Classifica a punti Giro del Belgio
Criterium di Ergue-Gaberic
Criterium di Valenciennes
Criterium di Londerzeel
Criterium di Heverlee
- 1976 (Flandria)

Classifica a punti Parigi-Nizza
Classifica combinata Parigi-Nizza
Classifica a punti Tour de France
Classifica a punti Giro di Svizzera
Classifica combinata Giro di Svizzera
Classifica a punti Giro dei Paesi Bassi
Criterium di Saint Claud
Criterium di La Panne
Criterium di Bilzen
Criterium di Moorslede
Criterium di Bain de Bretagne
Criterium di Vielsalm
Criterium di Berchem Sainte Agathe
Criterium degli Assi
Criterium di Bagneux
Criterium di Oostrozebeke
Classifica generale Super Prestige Pernod
Gan Challenge
- 1977 (Flandria)

Classifica a punti Parigi-Nizza
Classifica a punti Setmana Catalana
Classifica combinata Setmana Catalana
Classifica a punti Vuelta a España
Classifica traguardi volanti Vuelta a España
Classifica a punti Volta Ciclista a Catalunya
Circuito di San Vendemiano
Criterium di Ronse
Criterium di Poperinge
Criterium di Tirlemont
Criterium di Copenaghen
Criterium di Torhout
Criterium di Longchamps
Classifica generale Super Prestige Pernod
Gan Challenge
- 1978 (Flandria)

Classifica a punti Giro del Belgio
Classifica a punti Tour de France
Criterium di Castres
Criterium di Peers
Criterium di 's-Heerenkoek
Criterium di Dilsen
Criterium di Poperinge
Criterium di Châteauroux
- 1980 (San Giacomo)

prova Cronostaffetta
- 1981 (Boule d'Or)

Classifica a punti Ruta del Sol
Classifica a punti Tour de France
Classifica sprint Tour de France
Criterium di La Panne
Criterium di Nandrin
Criterium di Banalec
Criterium di Saint-Nicolas

### Pista
- 1976

Sei giorni di Dortmund (con Patrick Sercu)
- 1977

Sei giorni di Anversa (con Patrick Sercu)
- 1978

Sei giorni di Anversa (con Danny Clark)

## Piazzamenti

### Grandi Giri
- Giro d'Italia

1977: ritirato
1980: fuori tempo (11ª tappa)
- Tour de France

1976: 8º
1978: 13º
1981: 66º
- Vuelta a España

1977: vincitore

### Classiche monumento
- Milano-Sanremo

1973: 17º
1974: 9º
1975: 9º
1977: 5º
1978: 26º
1979: ritirato
1980: 12º
1981: 7º
1985: ritirato
- Giro delle Fiandre

1973: 2º
1974: 13º
1975: 8º
1976: 5º
1977: squalificato
1978: 8º
1980: 6º
- Parigi-Roubaix

1973: 5º
1974: 7º
1975: 6º
1976: ritirato
1977: 3º
1978: 4º
1981: ritirato
1982: ritirato
- Liegi-Bastogne-Liegi

1974: 9º
1975: ritirato
1976: 2º
1977: 5º
1978: 9º
1982: ritirato
- Giro di Lombardia

1974: ritirato
1975: 5º
1977: 12º

### Competizioni mondiali
- Campionati del mondo

Mendrisio 1971 - In linea Dilettanti: 2º
Barcellona 1973 - In linea: 2º
Montréal 1974 - In linea: ritirato
Yvoir 1975 - In linea: 21º
Ostuni 1976 - In linea: vincitore
San Cristóbal 1977 - In linea: ritirato
Nürburgring 1978 - In linea: ritirato
Praga 1981 - In linea: vincitore
Goodwood 1982 - In linea: ritirato
- Giochi olimpici

Monaco 1972 - In linea: 13º

## Riconoscimenti
- Nastro giallo nel 1975
- Mendrisio d'Oro del Velo Club Mendrisio nel 1976
- Sportivo belga dell'anno nel 1981
- Inserito nella Top ten sprinters of all time della rivista Cyclingnews nel 2011[5]